# Кам'янсько-Дніпровський район
Ка́м'янсько-Дніпро́вський райо́н — колишній район на заході Запорізької області. Районний центр: Кам'янка-Дніпровська. У 2019 році населення становило 39 тис осіб. Площа району була— 1240 км². Район було утворено 1923 року і ліквідовано 2020 року.

## Географія
Розташований в західній частині Запорізької області. Загальна площа району становить 1239 тис. км², це майже 5 % від території області. Межі району: північ — Каховське водосховище, південь — Великобілозерський район, захід — Верхньорогачицький район Херсонської області, схід — Василівський район.
Через територію району проходить автодорога, яка з'єднує обласні центри Запоріжжя, Херсон, Одеса, Бердянськ.
Адміністративний центр району — м. Кам'янка-Дніпровська розташований за 134 км від обласного центру м. Запоріжжя, за 15 км від найближчої залізничної станції Енергодар. На території району розташовано 18 населених пунктів, в тому числі 1 міський та 17 сільських, які підпорядковані одній міській та 8 сільським радам. Чисельність населення на 01 грудня 2009 року становить 42179 осіб, у тому числі міське населення 13726 осіб та сільське населення 28453 осіб.
У місті Кам'янка-Дніпровська розташований річний порт з якого двома поромами налагоджене сполучення (крім зимового періоду) до міста Нікополя Дніпропетровської області.

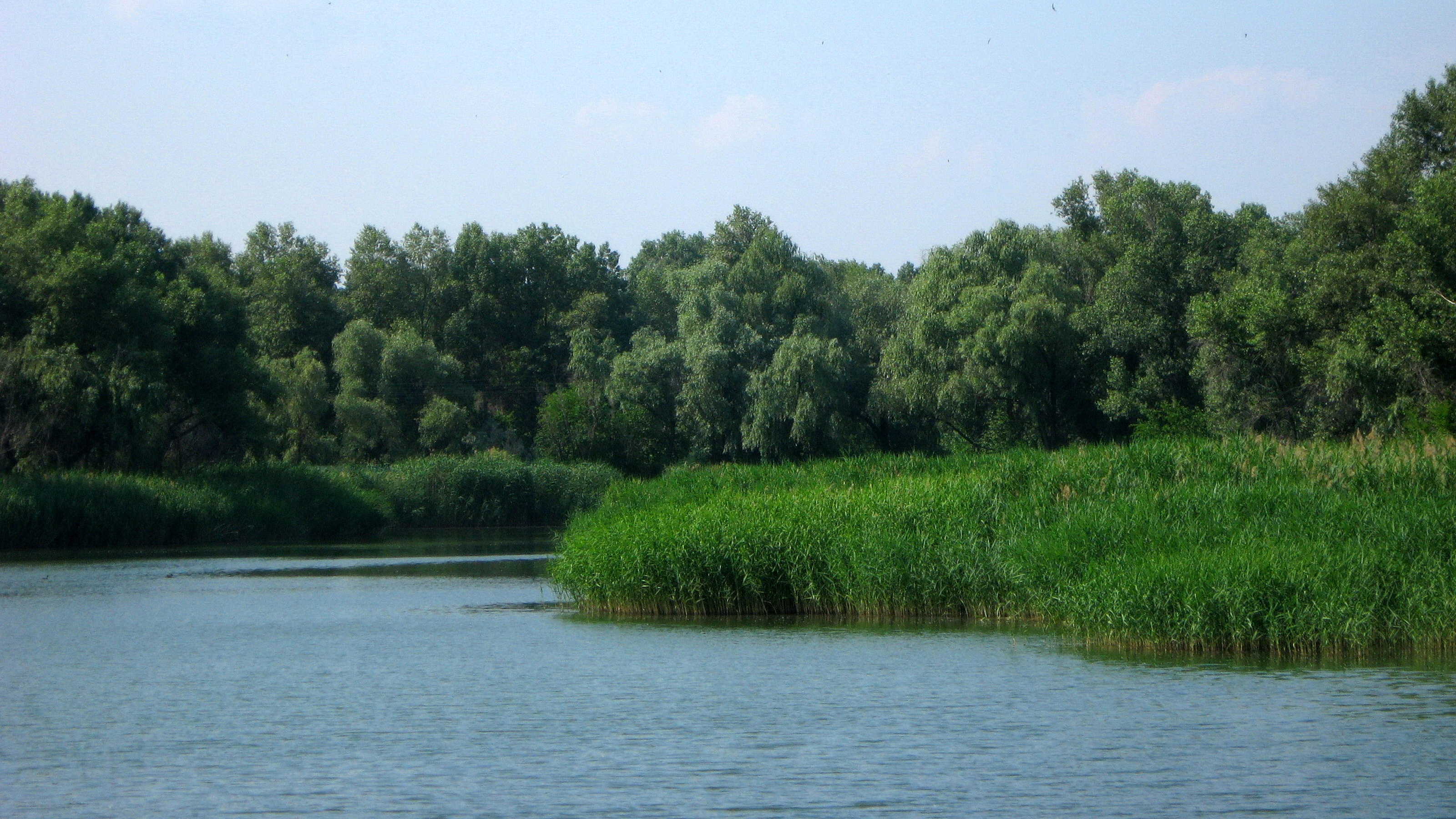
Кам'янсько-Дніпровські плавні

Кам'янсько-Дніпровський район відрізняється від інших районів області своїми природними умовами, родючими землями. Різні типи ландшафтів мають місце на порівняно невеликій території. Природні ресурси багаті і різноманітні. Для району характерний помірно-континентальний клімат з чітко означеною посушливістю. Середньорічна температура становить — +10,4 °C, а середньорічна кількість опадів — 361,6 мм.
Найбільшим природним багатством району є унікальне поєднання ґрунтів з великим вмістом піску, м'яким кліматом та близькістю підземних вод Кам'янського поду. Це у свою чергу дає можливість вирощувати ранні овочі високої якості, які славляться по всій території України і за її межами та розвивати сільське господарство в цілому.
За фізико-географічним районуванням Запорізької області, район лежить у межах Кам'янсько-Дніпровсько-Енергодарського фізико-географічного району Кінсько-Ялинської низовинної області Лівобережно-Дніпровсько-Приазовського північностепового краю Північностепової підзони, а також Великобілозерсько-Орлянського району Дніпровсько-Молочанської низовинної області Причорноморського степового краю Середньостепової підзони Степової зони.

## Історія
Кам'янський район створений 7 березня 1923 року у Запорізькій окрузі Катеринославської губернії. З 1925 зі скасуванням губерній належить тільки окрузі. З 1930 року у складі Дніпропетровської області. 10 січня 1939 року район переданий до складу Запорізької області. У 1941-43 роках територія району входила до Кам'янсько-Дніпровської округи Дніпропетровського генерального округу.

## Адміністративний устрій
Адміністративно-територіально район поділяється на 1 міську раду та 8 сільських рад, які об'єднували 18 населених пунктів та підпорядковані Кам'янсько-Дніпровській районній раді. Адміністративний центр — місто Кам'янка-Дніпровська.

## Економіка
Найбільша питома вага в структурі економіки району припадала на аграрний сектор. Спеціалізація району — рослинництво і тваринництво, тому промисловість району основана на переробці сільськогосподарської продукції та на розвитку харчової промисловості.

### Підприємства
- ТОВ «Конвеєр»
- ВАТ Племзавод «Степовий»
- ПП «Техстройгазпроект»
- ВАТ «Благовіщенське Хлібоприймальне Підприємство»
- ВАТ "Кам'янсько-Дніпровське Підприємство «Сортнасіннєовоч»
- ТОВ Зерноторгівельна Компанія «Скіфія»

## Транспорт
Загальна протяжність автомобільних шляхів, які проходять через територію Кам'янсько-Дніпровського району становила 768,33 км, у тому числі комунальні дороги — 500,53 км та дороги загального користування 267,8 км, з них дороги:
- територіального значення — 77,0 км ;
- обласного значення — 58,5 км ;
- районного значення — 132,3 км.

Протягом року, крім зимового періоду в районі працює переправа як пасажирів, так і автотехніки водним шляхом — поромам. Ще в 60-х роках Кам'янка-Дніпровська була відома розвиненою пасажирською та екскурсійно-туристичною лінією. Чітко по розкладу працювали двохпалубні і однопалубні пароплави, дизельелектропароплави, які рухались в напрямках Київ-Херсон, Запоріжжя-Каховка. Це був зручний і разом з тим дешевий вид транспорту.
Кам'янсько-Дніпровським вантажним причалом Нікопольського річного порту ДП Запорізький річний порт АСК Укррічфлот за 2009 рік було перевезено одним поромам 68683 пасажирів та 27126,6 тонн вантажів.

## Населення
Розподіл населення за віком та статтю (2001)
| Стать | Всього | До 15 років | 15-24 | 25-44 | 45-64 | 65-85 | Понад 85 |
| --- | ------ | ----------- | ----- | ----- | ----- | ----- | -------- |
| Чоловіки | 21 010 | 4025        | 2806  | 6050  | 5623  | 2415  | 91       |
| Жінки | 24 807 | 3900        | 2796  | 6054  | 6924  | 4743  | 390      |
| \| Статево-вікова піраміда \| Статево-вікова піраміда \| Статево-вікова піраміда \| \| ----------------------- \| ----------------------- \| ----------------------- \| \| Чоловіки \| Вік \| Жінки \| \| 91 \| 85 + \| 390 \| \| 167 \| 80-84 \| 516 \| \| 460 \| 75-79 \| 1175 \| \| 899 \| 70-74 \| 1705 \| \| 889 \| 65-69 \| 1347 \| \| 1782 \| 60-64 \| 2441 \| \| 766 \| 55-59 \| 1137 \| \| 1431 \| 50-54 \| 1562 \| \| 1644 \| 45-49 \| 1784 \| \| 1637 \| 40-44 \| 1724 \| \| 1481 \| 35-39 \| 1421 \| \| 1463 \| 30-34 \| 1401 \| \| 1469 \| 25-29 \| 1508 \| \| 1373 \| 20-24 \| 1371 \| \| 1433 \| 15-20 \| 1425 \| \| 1710 \| 10-14 \| 1658 \| \| 1238 \| 5-9 \| 1220 \| \| 1077 \| 0-4 \| 1022 \| |        |             |       |       |       |       |          |
| Статево-вікова піраміда |        |             |       |       |       |       |          |
| Чоловіки | Вік    | Жінки       |       |       |       |       |          |
| 91 | 85 +   | 390         |       |       |       |       |          |
| 167 | 80-84  | 516         |       |       |       |       |          |
| 460 | 75-79  | 1175        |       |       |       |       |          |
| 899 | 70-74  | 1705        |       |       |       |       |          |
| 889 | 65-69  | 1347        |       |       |       |       |          |
| 1782 | 60-64  | 2441        |       |       |       |       |          |
| 766 | 55-59  | 1137        |       |       |       |       |          |
| 1431 | 50-54  | 1562        |       |       |       |       |          |
| 1644 | 45-49  | 1784        |       |       |       |       |          |
| 1637 | 40-44  | 1724        |       |       |       |       |          |
| 1481 | 35-39  | 1421        |       |       |       |       |          |
| 1463 | 30-34  | 1401        |       |       |       |       |          |
| 1469 | 25-29  | 1508        |       |       |       |       |          |
| 1373 | 20-24  | 1371        |       |       |       |       |          |
| 1433 | 15-20  | 1425        |       |       |       |       |          |
| 1710 | 10-14  | 1658        |       |       |       |       |          |
| 1238 | 5-9    | 1220        |       |       |       |       |          |
| 1077 | 0-4    | 1022        |       |       |       |       |          |

Етнічний склад населення району на 2001 рік був представлений наступним чином:
- українці — 57,3 %;
- росіяни — 40,1 %;
- білоруси — 0,5 %
- інші національності — 2,1 %[4].

## Освіта
Мережа освітніх навчальних закладів району представлена:
- 9 дошкільними навчальними закладами, з яких один санаторного типу;
- 16 школами, з них 2 загальноосвітні школи І-ІІ ступенів, 1 районна гімназія «Скіфія», 1 навчально-виховний комплекс «Дитячий садок -загальноосвітня школа І-ІІІ ступенів», 12 загальноосвітніх навчальних закладів І-ІІІ ступенів.

У районі діють 3 позашкільні навчальні заклади: районний Будинок дитячої творчості, при якому діє 48 гуртків.

## Туристичний потенціал

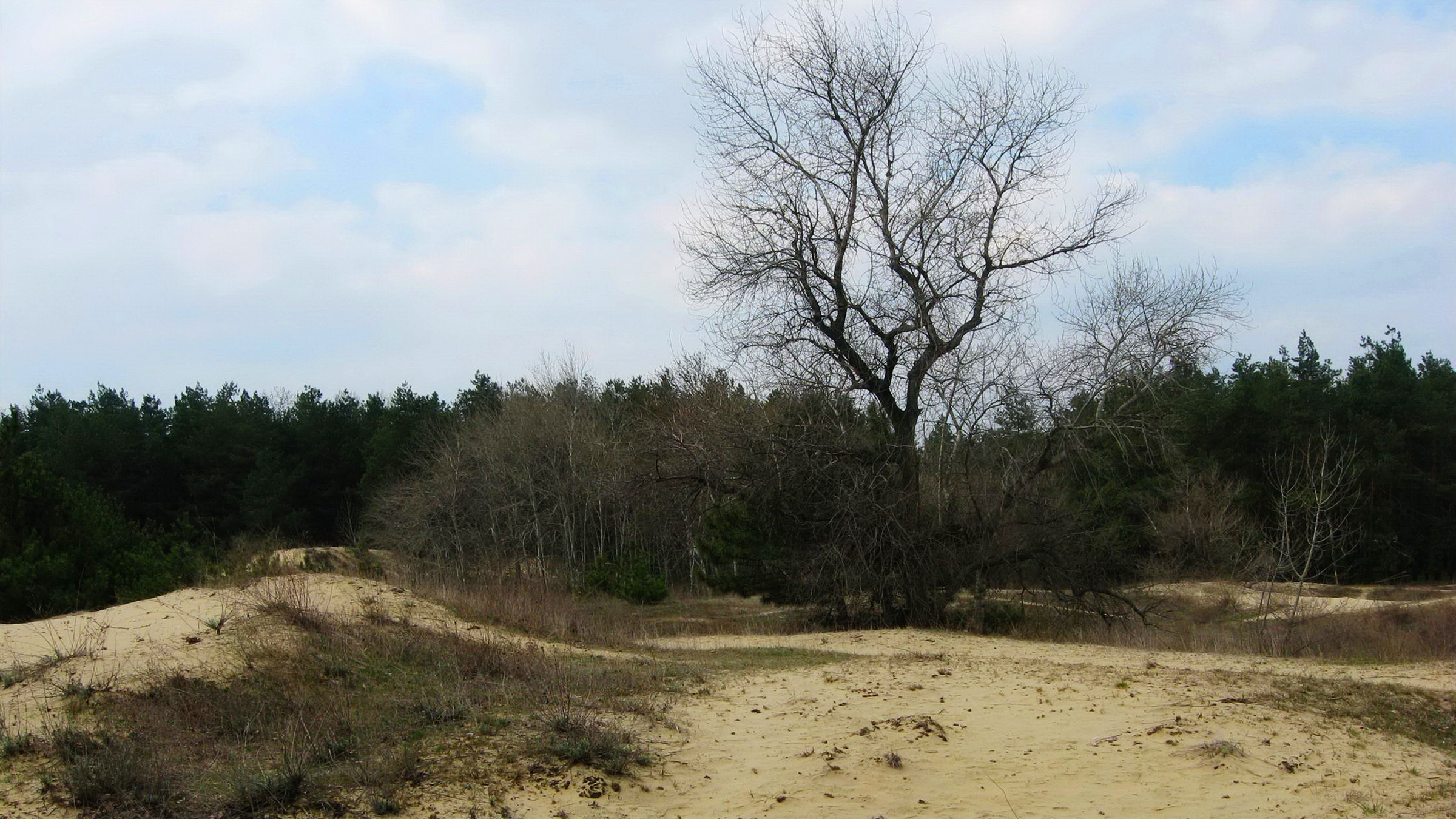
Водянські кучугури

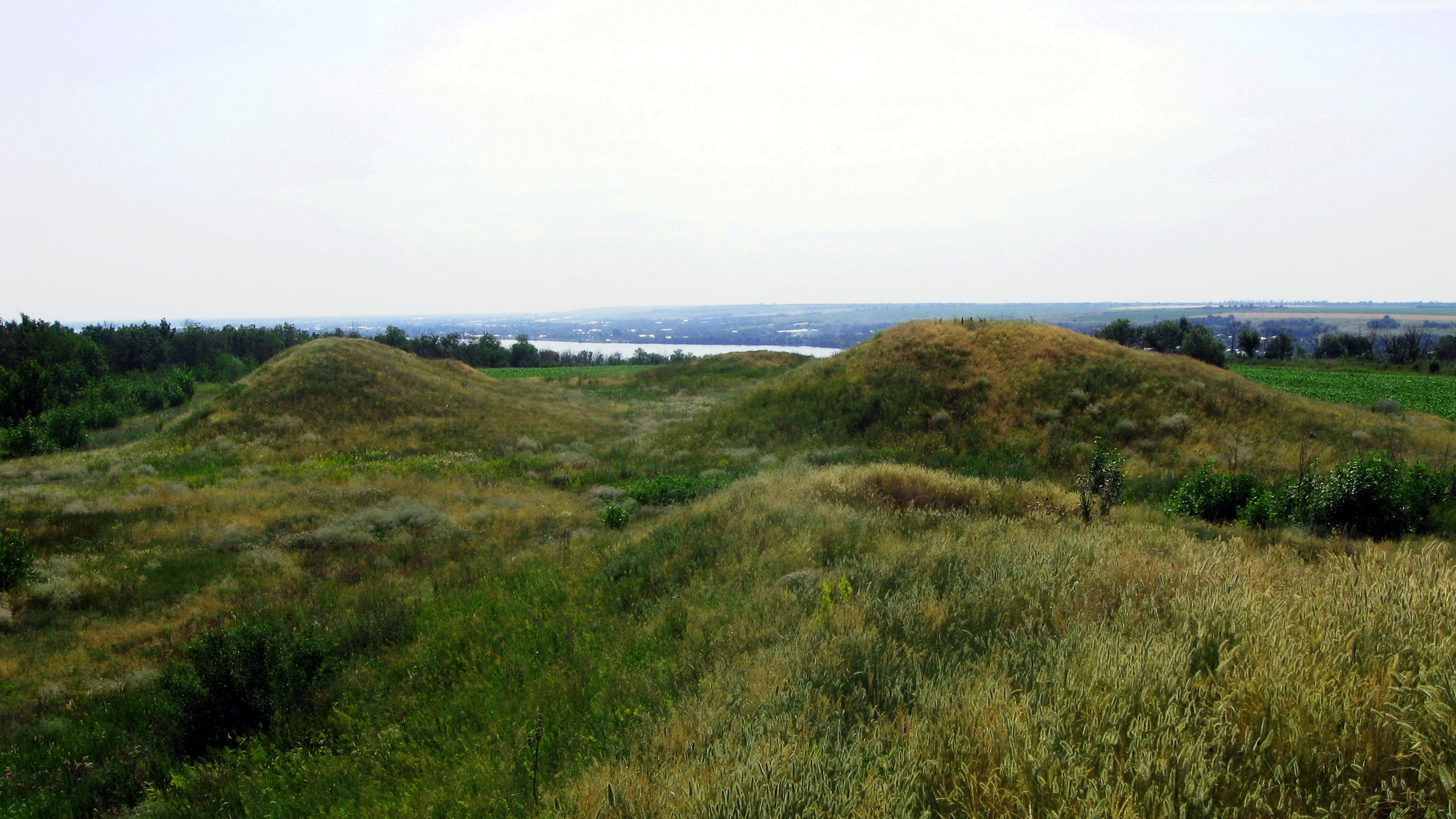
Мамай-гора

### Території та об'єкти природно-заповідного фонду
До природно-заповідного фонду Кам'янсько-Дніпровського району входить 17 об'єктів ПЗФ місцевого (обласного) значення, у тому числі 16 заказників і 1 пам'ятка природи.
- 1. Ботанічний заказник «Водянські і Іванівські Кучугури»
- 2. Ландшафтний заказник «Іванівський бір»
- 3. Ландшафтний заказник «Водянські кучугури»
- 4. Ландшафтний заказник «Кам'янський лісовий масив»
- 5. Ландшафтний заказник «Урочище Мамай гора»
- 6. Ландшафтний заказник «Змішаний листяний ліс із залишками ковильно-типчакового степу»
- 7. Ботанічний заказник «Мамай-гора»
- 8. Ентомологічний заказник «Цілинна балка»
- 9. Ботанічний заказник «Цілинні водоохоронні землі»
- 10. Ботанічний заказник «Балка з степовою рослинністю»
- 11. Ентомологічний заказник «Південний схил балки луго пасовищного сівообігу №3»
- 12. Ентомологічний заказник «Цілинна балка»
- 13. Лісовий заказник «Змішаний листяний ліс»
- 14. Ландшафтний заказник «Урочище Білозерське»
- 15. Ентомологічний заказник «Цілинна балка»
- 16. Герпетологічний заказник «Д'яконські сади»
- 17. Струмок з ставком і береговою зоною

### Історико-культурні та археологічні пам'ятки
- 1. Курганний могильник «Мамай-гора»
- 2. «Кам'янське городище»
- 3. Курганний могильник «Солоха»

## Політика
25 травня 2014 року відбулися Президентські вибори України. У межах Кам'янсько-Дніпровського району були створені 32 виборчі дільниці. Явка на виборах складала — 38,36 % (проголосували 12 507 із 32 607 виборців). Найбільшу кількість голосів отримав Петро Порошенко — 30,24 % (3 782 виборців); Сергій Тігіпко — 20,26 % (2 534 виборців), Михайло Добкін — 12,13 % (1 517 виборців), Петро Симоненко — 9,29 % (1 162 виборців), Вадим Рабінович — 6,06 % (758 виборців), Юлія Тимошенко — 4,95 % (619 виборців). Решта кандидатів набрали меншу кількість голосів. Кількість недійсних або зіпсованих бюлетенів — 3,88 %.